# 迪瓦查
迪瓦查（斯洛維尼亞語： 發音：[diˈʋaːtʃa]），是斯洛維尼亞沿海地區的一個大型村莊，靠近義大利邊境。它是迪瓦查市鎮行政中心，也是一個鐵路樞紐。

## 交通
迪瓦查位於歐洲E61公路與A1高速公路的交會處，後者並在該地南側設有交流道可供進出。
2017年9月的全民公投同意政府建造一條長度27公里（17英里）的鐵路計劃，該鐵路將亞得里亞海的科佩爾港口與迪瓦查車站連接起來，因為它靠近意大利邊境。

## 名人
- 依塔·麗娜（1907–1979年），女演員[6]

## 外部連結
- 迪瓦查市镇官方网站 （页面存档备份，存于） （斯洛文尼亚文）
- Divača on Geopedia （页面存档备份，存于）